# Alessandro (imperatore)
Alessandro (in greco Αλέξανδρος?, Alexandros; 23 novembre 872 – 6 giugno 913) è stato un imperatore bizantino.
Esercitò la sua carica di coimperatore con il fratello Leone VI dall'879 e, alla morte di questi, divenne unico Basileus dei Romei fino alla sua morte, avvenuta dopo appena un anno.

## Regno
Associato al trono del fratello Leone VI e da suo padre Basilio nell'879, alla morte di Leone VI (912) divenne imperatore e reggente in nome del figlio di Leone VI, il futuro Costantino VII. Alessandro rifiutò di pagare a Simeone di Bulgaria i tributi pattuiti dal fratello, riaccendendo così la guerra. Il suo regno fu breve e, mentre i Bulgari si preparavano alla guerra contro di lui, nel 913 Alessandro morì, lasciando le sorti dell'impero in mano a un consiglio di reggenza capeggiato dal patriarca Nicola Mistico.
Fu il primo imperatore di Bisanzio ad assumere il titolo di Autokrator (αὐτοκράτωρ).

## Bibliografia

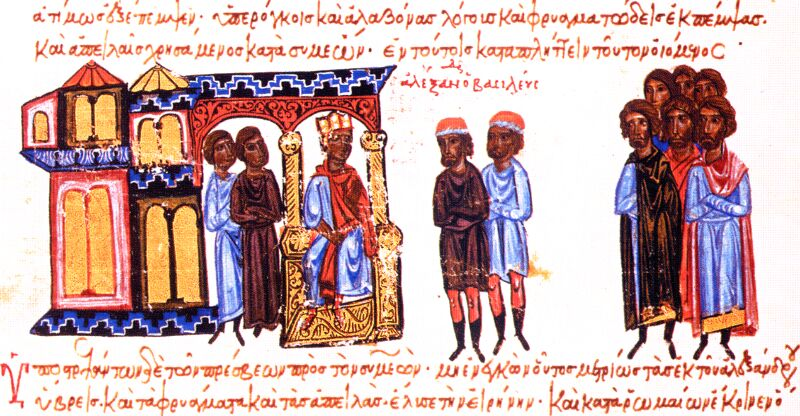
Alessandro accetta i delegati bulgari.